# Hamanaka
Hamanaka (japanska: 浜中町?, Hamanaka-chō) är en landskommun (köping) i Hokkaido prefektur i Japan. 